# 全利卿
全利卿（谚文：전이경，朝鲜汉字：全利卿，1976年2月6日—），是韩国著名的女子短道速滑运动员。她是1994年和1998年冬季奥林匹克运动会4枚金牌获得者。

## 职业生涯
1994年利勒哈默尔冬奥会中，全利卿获得1000米和3000米接力两枚金牌。1998年长野冬奥会中，她在1000米和3000米接力卫冕成功。

## 资料来源
- 奥林匹克成绩(英文) （页面存档备份，存于）
- 全利卿-国际滑冰联盟（ISU）
- 全利卿-Olympedia